# 沃尔米斯莱本
沃尔米斯莱本是德国萨克森-安哈尔特州的一个市镇。总面积16.91平方公里，总人口1386人，其中男性674人，女性712人（2011年12月31日），人口密度82人/平方公里。